# Rinaldo Scarlicchio
Rinaldo Scarlicchio, italijanski škof, * okoli 1582, Eger, † 7. december 1640, Ljubljana.

## Življenjepis
Scarlicchio je bil tržaški škof med 1622 in 1631.
O tem škofu so podatki precej skromni, saj ni gotov niti njegov priimek, ki ga nekateri pišejo Scarliccio. Ostal je v zgodovini in bil upodobljen na samem pročelju katedrale samo zato, ker je odkril relikvije svetega Justa, ki jih je menda dal zapreti v lesen oltar že škof Pedrazzani leta 1304, a o tem nimamo dokazov. Šele leta 1624 je te relikvije po naključju odkril škof Scarlicchio; bile so shranjene v srebrni žari, za katero ni nihče vedel, pod oltarjem svetnika. Danes se da postaviti datum izdelave te žare v zgodnje štirinajsto stoletje, kar bi tudi potrjevalo zgornje domneve, a za časa škofa Scarlicchia je bilo njeno odkritje čudež. Zato so še istega leta Tržačani zbrali sredstva za postavitev srebrnega oltarja, ki je pa trajal samo do leta 1700 (približno), ko so ga odstopili v zameno za popravilo cerkve. Žara (41,3 × 22 × 21,6 cm) se še danes hrani v trezorju katedrale. Škof Scarlicchio pa je ostal v spominu kot sveti mož, ki mu je bil razodet kraj, kjer so se nahajale relikvije svetega Justa.